# Angelo Filippetti
Angelo Filippetti (Arona, 25 gennaio 1866 – Milano, 11 ottobre 1936) è stato un medico, politico ed esperantista italiano.
Fu sindaco di Milano dal 20 novembre 1920 al 3 agosto 1922.

## Biografia

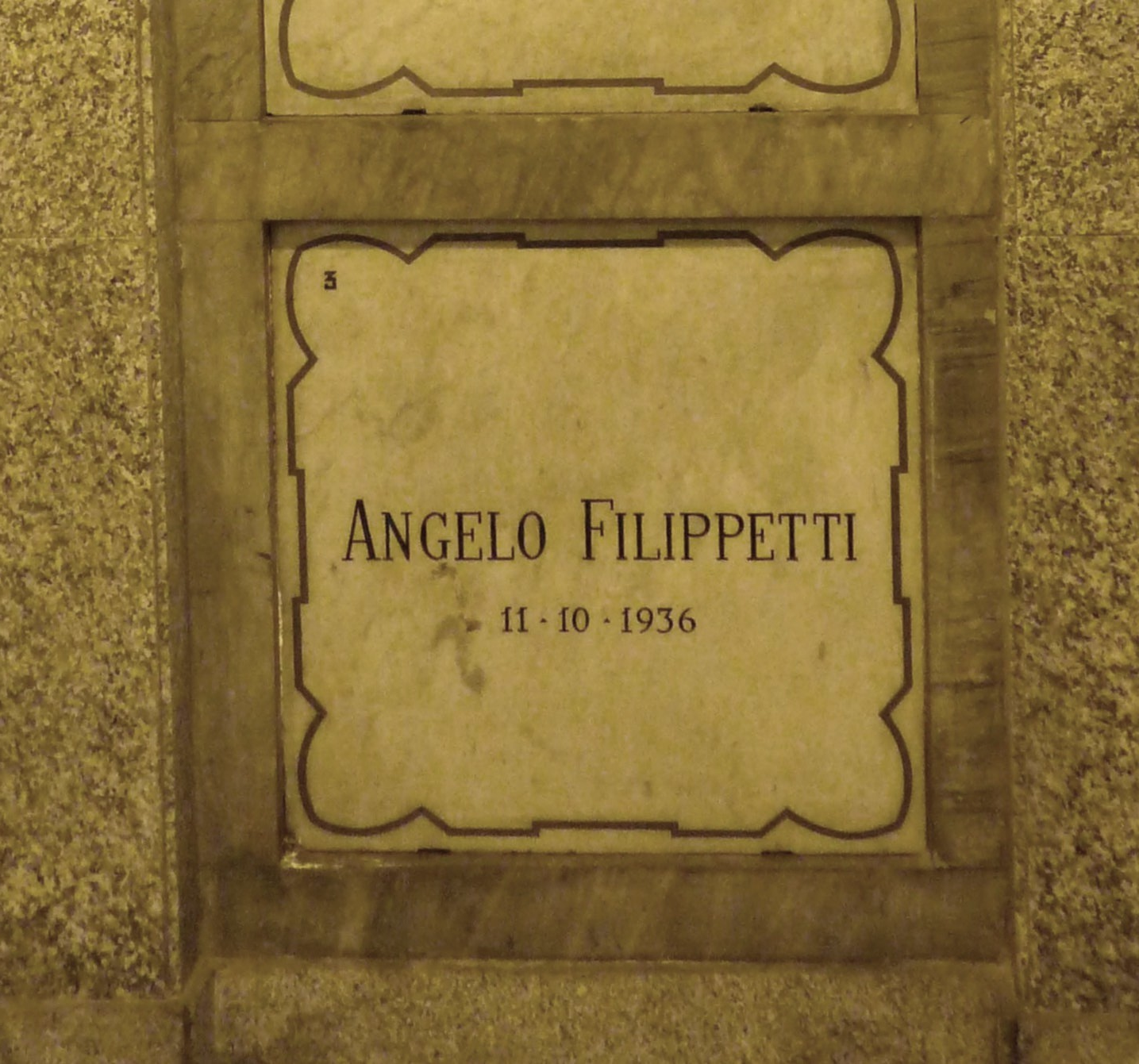
I resti di Angelo Filippetti sono stati raccolti in un'ampia celletta della cripta del Famedio, nel Cimitero Monumentale di Milano

Nato da una famiglia benestante, Filippetti simpatizzò fin giovane per le classi più povere e disagiate. Nella natìa Arona costituì un circolo socialista. Laureatosi in medicina a Milano, nel 1892 per ragioni di lavoro. Nel capoluogo lombardo s'interfacciò con i problemi igienici legati al sovrappopolamento dei quartieri proletari. Assieme ad altri militanti socialisti fondò un circolo per i lavoratori dei quartieri di Porta Genova, Porta Ludovica e Porta Ticinese. Durante l'ondata di repressione crispina fu condannato a due mesi di confino mentre la sezione socialista di Arona da lui fondata fu chiusa.
Il 10 dicembre 1899 venne eletto al Consiglio comunale di Milano nella lista del Blocco popolare. Fu tra i promotori dell'università popolare, sorta nel 1901, e membro del suo primo Consiglio direttivo. Nel 1903-1904 Filippetti fu chiamato a far parte della giunta, presieduta da Giovanni Battista Barinetti, come assessore alla beneficenza. Nel 1904, in quanto consigliere della Società umanitaria, curò una approfondita inchiesta sulle Condizioni di sanità e spedalità nella provincia di Milano. Nel 1907 fu nominato membro di una commissione speciale per la salute nelle aree rurali, che promosse la pubblicazione di opuscoli sulle patologie più diffuse nella campagna milanese come tubercolosi, il tifo addominale, l'alcoolismo, la malaria e la pellagra. Nello stesso anno fu tra i fondatori della Lega popolare milanese contro l'alcoolismo. A riconoscimento della sua autorevolezza professionale nel 1912 venne eletto presidente del neocostituito Ordine dei medici della provincia di Milano.
Appartenente alla corrente socialista del riformismo transigente, il 22 gennaio 1911 fu rieletto consigliere comunale occupandosi in particolare di igiene e di assistenza. Con la vittoria dei socialisti alle elezioni comunali del 18 giugno 1914, Filippetti divenne assessore anziano nella giunta guidata da Emilio Caldara, ma qualche mese dopo dovette lasciare il suo posto in quanto una sentenza della corte d'appello di Milano lo dichiarò ineleggibile in quanto dipendente di un istituto ospedaliero cittadino. In seguito a ricorso, nel febbraio 1917 la Corte di cassazione dispose il suo reintegro in Consiglio comunale.
Con lo scoppio della prima guerra mondiale Filippetti assunse posizioni spiccatamente neutraliste ed entrò in contrasto con la giunta Caldara e il gruppo parlamentare socialista, giudicati dallo stesso Filippetti troppo blandi. In conseguenza a questo scontro si avvicinò alla corrente rivoluzionaria intransigente. Fu denunciato nel 1916 per aver gridato, durante una manifestazione, frasi "antipatriottiche". Nell'agosto del 1917 Filippetti fu costretto a dimettersi da presidente dell'Ordine dei medici per le sue posizioni neutraliste.
Nel primo dopoguerra fu tra i promotori della Lega dei medici socialisti, un organismo i cui principali obiettivi erano una riforma dell'assistenza pubblica, la statalizzazione del servizio ospedaliero e di quello farmaceutico, la riforma della legislazione del lavoro e l'istituzione di un ministero della Sanità.
Con la vittoria socialista alle elezioni comunali del 7 novembre 1920 Filippetti venne designato alla carica di sindaco. Costituì una giunta, entrata in carica il 20 novembre successivo, formata da cinque assessori uscenti, di cui tre riformisti, e da alcuni giovani esponenti massimalisti. La nuova giunta era però poco unita politicamente e inadeguata dal punto di vista delle competenze. Fin dal giorno d'insediamento la giunta Filippetti fu oggetto di un'aspra campagna di stampa. Allo stesso tempo sull'attività del Comune venne esercitato un rigido controllo da parte del prefetto Alfredo Lusignoli. Di conseguenza la giunta si trovò ben presto a far fronte ad una gravissima situazione finanziaria, della quale era essa stessa in parte responsabile. Ad aggravare il quadro vi era la cronica assenza di fondi nonostante l'aumento delle tasse, i gravi bisogni del dopoguerra, lo stato precario dei servizi pubblici. A tutto ciò si aggiungeva l'incapacità degli amministratori di elaborare politiche a lungo termine che risanassero il bilancio e riorganizzassero i servizi. Tutto ciò causò un calo di popolarità della giunta socialista, in particolare tra i dipendenti comunali, pagati in ritardo e solo in parte. Questo malcontento venne cavalcato dai fascisti, in forte ascesa. Il 3 agosto 1922, al termine dello sciopero legalitario, le squadracce fasciste occuparono Palazzo Marino esigendo lo scioglimento dell'amministrazione comunale. Il giorno seguente il prefetto filofascista affidò ad un commissario il governo della città. Estromesso in tale modo dalla carica di sindaco, Filippetti si ritirò a vita privata pur rimanendo sempre fedele ai suoi ideali di socialista.

## Curiosità
Fu presidente della Federazione Esperantista Italiana dal 1913 al 1920 e si adoperò come sostenitore dell'insegnamento dell'esperanto. Fu tra gli organizzatori del quarto Congresso italiano di esperanto, tenutosi a Milano nel 1913.

## Omaggi
Nel secondo dopoguerra fu intitolato a Filippetti uno dei viali di circonvallazione di Milano nei pressi di Porta Romana.